# The Ambassador's Daughter
The Ambassador's Daughter è un cortometraggio muto del 1913 diretto da Charles Brabin.

## Trama
La figlia di un ambasciatore si mette a investigare dopo il furto di un importante documento dalla residenza diplomatica, furto di cui viene accusato un innocente attaché, innamorato di lei.

## Produzione
Il film fu prodotto dalla Edison Company.

## Distribuzione
Distribuito dalla General Film Company, il film - un cortometraggio in una bobina - uscì nelle sale cinematografiche statunitensi il 21 gennaio 1913.
Copie della pellicola sono conservate negli archivi del MOMA (Thomas A. Edison, Incorporated, collection).